# Selaginella kraussiana
Espèce
Synonymes
- Selaginella azorica G.Nicholson
- Selaginella canescens Fée[2]

Selaginella kraussiana est une espèce de plante de la famille des Selaginellaceae.

## Origine et habitat
Selaginella kraussiana est un sous-arbuste qui pousse principalement dans le biome tropical humide. Son aire de répartition d'origine est la Macaronésie, l'Afrique tropicale et l'Afrique du Sud.
Cette espèce nécessite une température minimale de 5 C°, et peut pousser dans les régions tempérées,

## Utilisation
Selaginella kraussiana est cultivée à des fins ornementales. On la cultive sous verre comme plante d'appartement. L'espèce et le cultivar "Brownii" ont tous deux remporté le "Award of Garden Merit" de la Royal Horticultural Society. Pour d'autres cultivars tels que « Aurea » et « Gold Tips », un endroit abrité, à l’ombre totale ou partielle est préférable. Ils nécessitent aussi un substrat d’empotage qui retient l’humidité sans rester trop humide et qui se draine rapidement. Ils demandent un sol peu acide à neutre (pH de 6,0 à 7,0).
En hiver, un cultivar souvent appelé Selaginella kraussiana « Frosty Fern » est vendu comme plante d'intérieur en raison de son feuillage aux extrémités blanches ; cependant, il s'agit plus souvent du Selaginella martensii, à croissance plus grande, et non du S. Kraussiana.[citation nécessaire]